# Шафляры (гмина)
Шафляры (пол. Szaflary) — сельская гмина (волость) в Польше, входит как административная единица в Новотаргский повет, Малопольское воеводство. Население — 10 125 человек (на 2004 год).

## Демография
| Перепись                       | Всего   | Всего | Женщины | Женщины | Мужчины | Мужчины |
| ------------------------------ | ------- | ----- | ------- | ------- | ------- | ------- |
| Единицы                        | человек | %     | человек | %       | человек | %       |
| Население                      | 10 125  | 100   | 5050    | 49,9    | 5075    | 50,1    |
| Плотность населения (чел./км²) | 186,4   | 186,4 | 93      | 93      | 93,4    | 93,4    |

## Сельские округа
1. Баньска-Нижна
2. Баньска-Выжна
3. Бур
4. Марушина
5. Скшипне
6. Шафляры
7. Заскале

## Соседние гмины
1. Гмина Бялы-Дунаец
2. Гмина Буковина-Татшаньска
3. Гмина Чарны-Дунаец
4. Гмина Новы-Тарг
5. Новы-Тарг